# Charles Hoskinson
Charles Hoskinson (Hawaii, 5 novembre 1987) è un informatico e imprenditore statunitense, fondatore della piattaforma blockchain Cardano e co-fondatore della piattaforma blockchain Ethereum.

## Primi anni di vita e istruzione
Hoskinson è nato alle Hawaii. Ha frequentato la Metropolitan State University di Denver e l'Università del Colorado a Boulder per studiare la teoria analitica dei numeri, abbandonando gli studi prima di completare il dottorato di ricerca.

## Carriera
Nel 2013, Hoskinson ha lasciato un lavoro di consulenza per iniziare un progetto chiamato Bitcoin Education Project. Secondo Hoskinson, l'offerta limitata rende Bitcoin come una forma digitale dell’oro.
Hoskinson si è unito al team fondatore di Ethereum come uno degli otto fondatori originali con Vitalik Buterin alla fine del 2013. Per un breve periodo Hoskinson ha ricoperto la posizione di amministratore delegato di Ethereum. Buterin ha rimosso Hoskinson da Ethereum nel 2014 dopo una disputa sul fatto che il progetto debba essere commerciale (secondo il punto di vista di Hoskinson) o un'organizzazione no profit (secondo Buterin).